# Charles Cathala
Pour les articles homonymes, voir Cathala.
Charles Cathala, né le 6 novembre 1914 à Graulhet, mort le 24 novembre 1996 à Noisy-le-Grand, est une personnalité politique française.

## Biographie
Distillateur de 1944 à 1958, PDG de la société Île-de-France Santé à partir de 1959, conseiller général de Seine-et-Oise de 1944 à 1968, puis de la Seine-Saint-Denis de 1968 à 1976, maire de Neuilly-Plaisance de 1947 à 1977, il est élu sénateur de la Seine-Saint-Denis le 22 septembre 1968. Mais non réélu le 25 septembre 1977, son mandat s'est terminé le 1er octobre 1977. Il siège dans le groupe Union centriste des démocrates de progrès, puis à la Réunion administrative des sénateurs ne figurant sur la liste d'aucun groupe.